# Niclas Malm
Niclas Malm, född 1724 i Nykarleby, död 3 april 1785 i Jakobstad, var en finländsk köpman. 
Malm gifte sig 1747 med köpmansdottern Maria Nyman i Jakobstad och slog sig ned i hustruns hemstad. Han arbetade till en början för svärfadern, vars affärer han småningom övertog, erhöll borgarrättigheter 1754 och inledde egen affärsverksamhet några år senare. Malm skapade sig en förmögenhet på skeppsbyggeri och sjöfart samt var även bland annat störste delägare i den tobaksfabrik som grundades 1767 i staden. Malm var från 1761 ledamot av stadens äldste, rådman 1770–1778 och representerade Jakobstad, Nykarleby och Brahestad vid riksdagen 1769–1770. Han var vid sin bortgång var han Jakobstads förmögnaste köpman.